# Wenlock Olympian Society Annual Games
De Wenlock Olympian Society Annual Games worden jaarlijks gehouden in Much Wenlock, Shropshire, Engeland. De Spelen van 2008 waren de 122e.

## Geschiedenis
Op 25 februari 1850 besloot de Wenlock Agricultural Reading Society'een "Olympische Klasse" op te richten "voor de promotie van de morele, fysieke en intelligente verbetering van de inwoners van de stad en omgeving van Wenlock, speciaal voor de werkende klassen, door de stimulering van buitenrecreatie, en door het uitreiken van jaarlijkse prijzen tijdens publieke bijeenkomsten voor wedstrijden in atletiek en verworven industriële en intellectuele vaardigheden." De secretaris van de Klasse en drijvende kracht achter de Spelen was Dr. William Penny Brookes. De eerste bijeenkomst werd gehouden op 22 en 23 oktober 1850.
De Wenlock Olympian Society Annual Games waren een van de inspiratiebronnen voor Baron Pierre de Coubertin om de Olympische Spelen te laten herleven.